# ジブラルタルとスペインの国境
座標: 北緯36度09分18秒 西経5度20分54秒 / 北緯36.154933度 西経5.348363度

ジブラルタルの地図

ジブラルタルとスペインの国境では、イギリスの海外領土であるジブラルタルとスペインの国境について記述する。スペイン語ではラ・フロンテラ・デ・ヒブラルタル（スペイン語: La frontera de Gibraltar, ジブラルタルとの国境）、または単にザ・フロンティア（英語: The Frontier, 国境）と呼ばれる。
境界は東西に1.2キロメートル（0.75マイル）にわたっており、ジブラルタルと隣接するスペインの自治体であるラ・リネアとを隔てている。イギリスはEU加盟時代からシェンゲン協定の範囲外にあり、ジブラルタルも同様であるため、国境を越える際には身分証明書の提示が必要である。

## 歴史
国境は常にゲートによって隔てられていたわけではない。1909年、イギリスは歩哨の人数を削減する必要性を認識し、フェンス設置の理由については憶測があったが、約2メートル（約7フィート）のフェンスを設置した。
スペインは1969年に自動車用の国境を封鎖し、ジブラルタル帰属問題の結果としてイギリスとの緊張状態が高まると、同年後半には再び完全に封鎖した。国境は1985年2月まで完全に開けられることはなかった。2013年にはジブラルタル（イギリスに返還済）とスペインとの間の緊張状態が高まったため、スペインの国境検査所は通過するすべての車の検査を開始し、国境の両側に数時間待ちの車列を作っている。

## ギャラリー

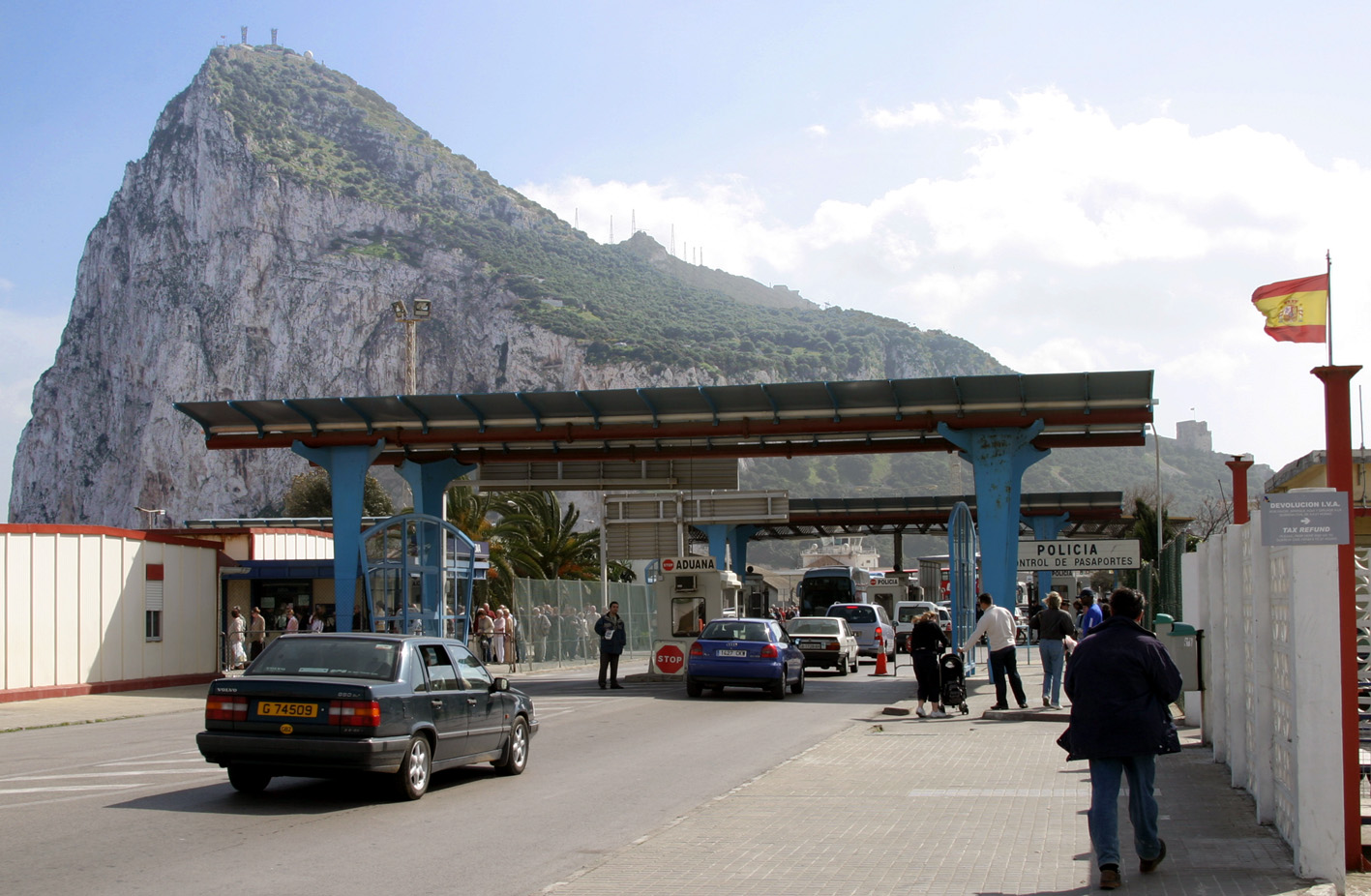
スペイン側から見た国境
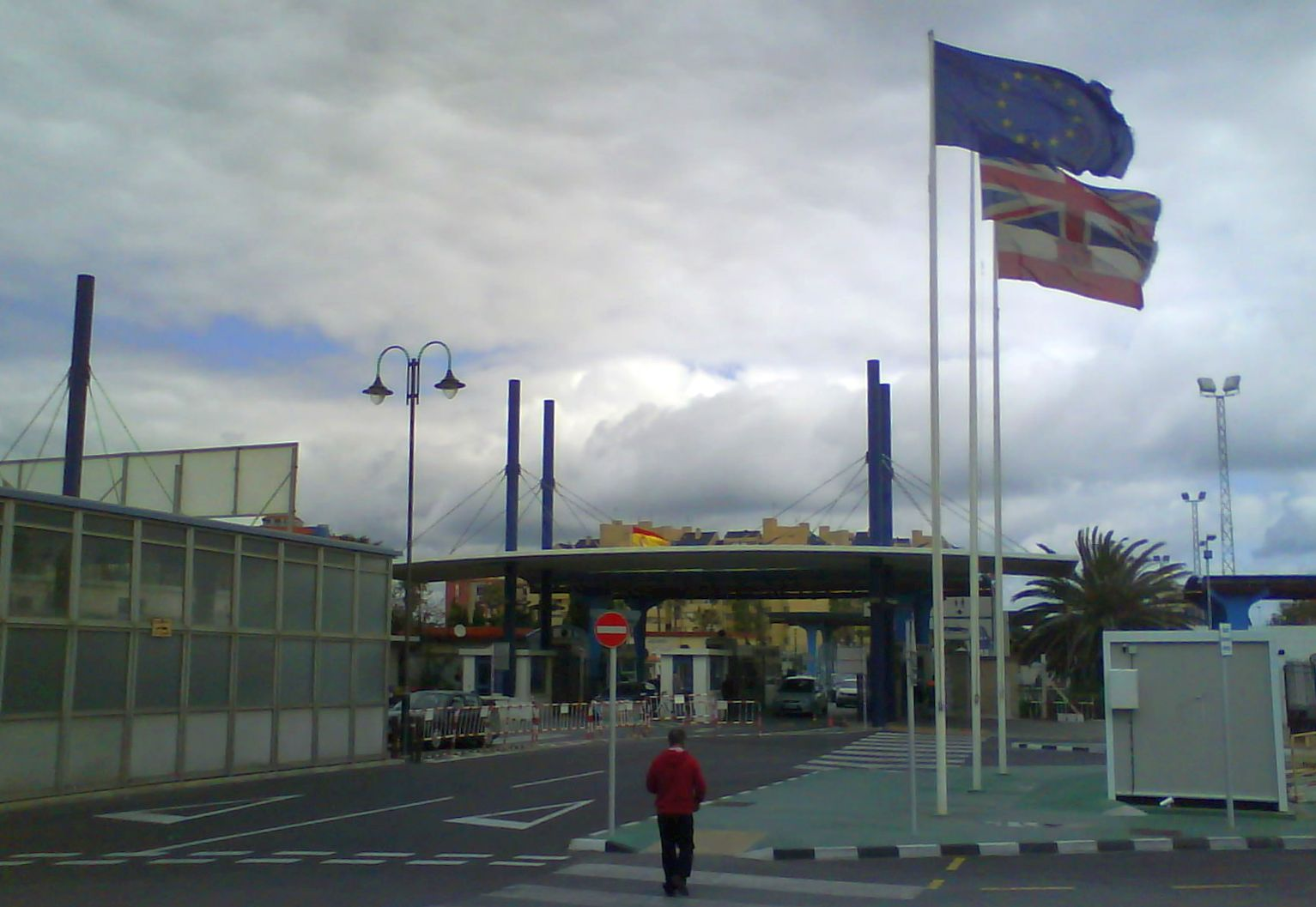
ジブラルタル側から見た国境
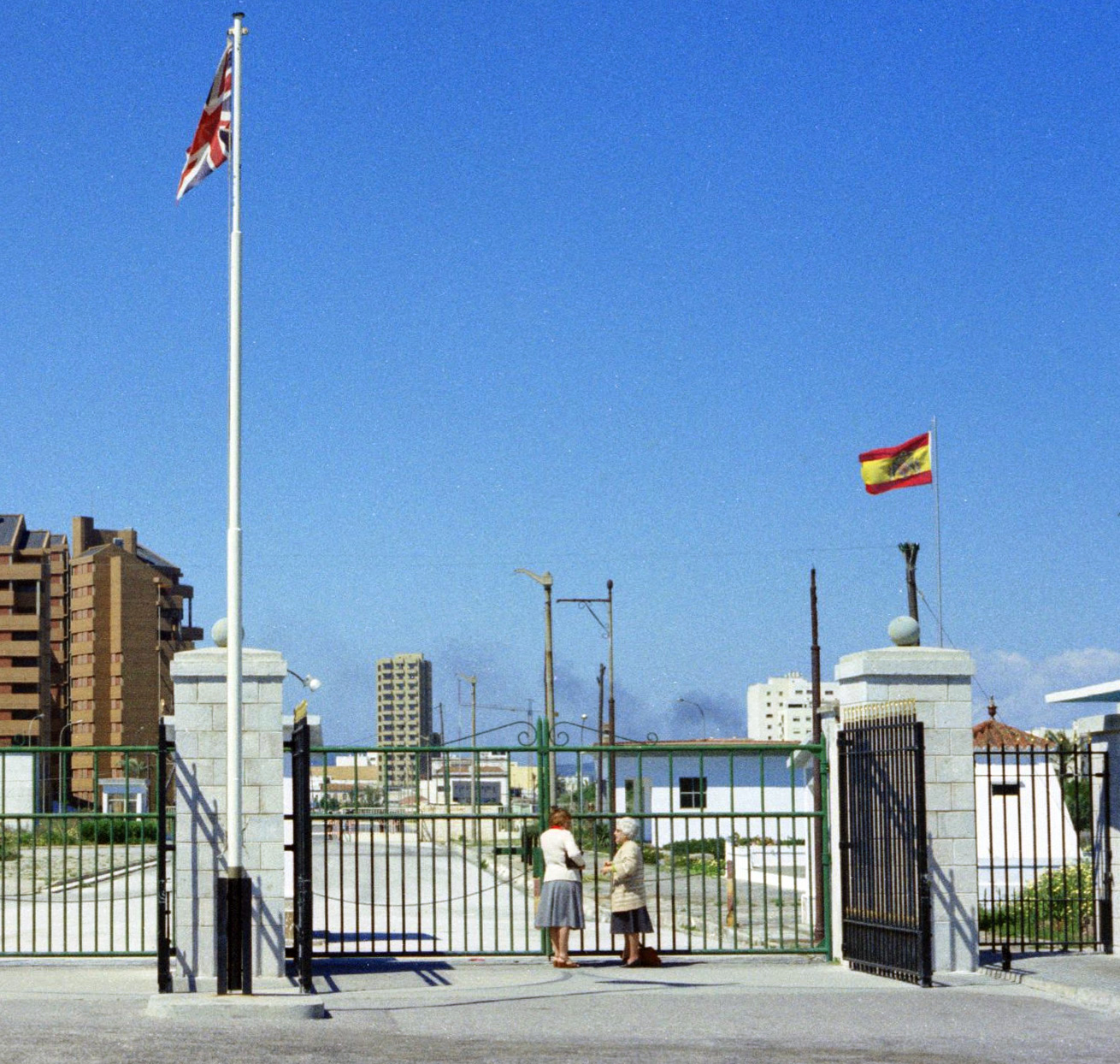
閉じられている国境ゲート（1977年）